# 藤友會
藤友會本部事務所位於靜岡縣富士市水戶島元町2-7，日本的指定暴力團（犯罪組織）之一・六代目山口組的2次團體。2008年10月，後藤組被解散後，分裂成「良知組」及「藤友會」兩勢力引繼；藤友會成立初有直系組員21名（其中17名為原後藤組直參）、構成員數約400人。

## 本家

### 略史
大約在1970年、塚本修正加入後藤組。1987年、被後藤忠政組長提拔若頭補佐，同時就任後藤組系底下藤友會的副會長。1988年成為藤友會的會長，同年8月，因走私了大量的槍械被逮捕，當時正值山口組與一和會的抗爭進行中，塚本修正因此被日本警方懷疑他涉及一起自殺炸彈車襲擊一和會會長住宅事件的嫌疑人而被迫長期入監服刑。到了1989年、塚本修正繼承了志太宗家十代目。1999年就任後藤組組織委員長。2001年被提拔為後藤組總本部長。
2008年10月14日， 山口組舍弟・後藤忠政（後藤組組長）遭山口組「除籍」處分事件後，其他直系：井奧會、三代目大門會、六代目角定一家、太田會、浅川會、二代目浅川一家、二代目一心會等7名連署聲援後藤忠政的山口組直系組長同遭「除籍」與「絕緣」處分，並於21日由山口組宣佈8人退出，組織解散或重組；同年11月5日，山口組「定例會」發表新直参（直系組長）人事昇格，分別為：良知組・良知政志組長（原後藤組若頭）、藤友會・塚本修正會長（原後藤組總本部長）、秋良連合會・秋良東力會長(原太田會組長代行)、三代目一心會・能塚 惠會長（原二代目一心會若頭)、一道會・一之宮敏彰會長（原二代目浅川一家舍弟頭）、清田會・清田隆紀會長（原水心會若頭、後二代目伊豆組舍弟）等6人。 
2008年11月11日，塚本修正帶領的藤友會和良知政志帶領的良知組，在靜岡市內的六代目清水一家本部事務所舉行「盃直」的成立儀式。儀式列席的人物名單中、瀧澤孝・芳菱會總長擔任「取持人」、鈴木一彦・旭導會會長擔任儀式「特別檢分役」、青野哲也・七代目一力一家總長為儀式的「奔走人」、濱田重正・濱尾組若頭擔任儀式的「媒酌人」、菱田達之・二代目愛櫻會會長擔任儀式的「見屆人」。

### 最高幹部
- 會長・塚本修正（六代目山口組若中、原後藤組總本部長）[2]
- 若頭・池田 滿（二代目東駿會會長；靜岡）
- 舍弟頭・太田茂昭(太田一家總長）
- 本部長・深谷博行（武藤會會長；茨城 水戶市）
- 事務長・斎藤雅一

### 其他組員
- 館野和正（三代目星一家組長；盛岡市）

## 志太宗家

### 略史
志太宗家為靜岡縣的江湖老舖，在一個時期合併志太系列的分家組成了志太連合。之後、志太連合解散，志太宗家加入山口組後藤組。2008年11月、志太宗家十代目・塚本修正升格山口組直系組長。

### 歷代繼承者
- 初代 - 櫻井庄五郎
- 二代目 - 熊切初五郎
- 三代目 - 巻田弁之助
- 四代目 - 村松藤太郎
- 五代目 - 村松元治
- 六代目 - 北川善太郎
- 七代目 - 瀧井榮一
- 八代目 - 蒔田則津
- 九代目 - 田崎智蓮
- 十代目 - 塚本修正（六代目山口組若中，原後藤組總本部長）

## 資料來源
1. ↑  山口組　１１.１１全国一斉「盃直し」完全誌上中継！ 週刊実話2008年12月4日號
2. ↑  山口組直参５人を詐欺容疑で逮捕、組員禁止のゴルフ場でプレー　大阪府警  MSN産經新聞 2012.7.10